# Ааронсбург (округ Сентер)
Ааронсбург — статистически обособленная местность (CDP) в округе Сентер, штат Пенсильвания, США.
Население по переписи 2010 года составляло 613 человек.
Аарон Леви (Aaron Levy) купил землю (1779) в географическом центре штата, надеясь, что возводимый им город, получивший его имя, станет крупным поселением. Его упорядоченно спланированные и выровненные улицы были спроектированы так, чтобы в когда-нибудь город мог стать центром округа. Однако этого никогда не произошло из-за отсутствия воды. Современный административный центр округа — Белфонт.

## История

### XVIII век
Леви был известным еврейским торговцем, который иммигрировал в Пенсильванию из Амстердама где-то между 1760 и 1770 годами, чтобы торговать с местными жителями и поставлять товары собственному правительству. После того, как в 1768 году был подписан договор о Форт-Стэнвикс, он отправился на запад и поселился у западных рукавов реки Саскуэханна. Там он открыл магазин, чтобы покупать и продавать местным фермерам и коренным народам.
Во время войны за независимость США он вернулся в Ланкастер. Как кредитор, Леви был крупным финансистом Континентального Конгресса во время конфликта, и его ссуды так и не были возвращены полностью.
В июне 1779 года Леви купил участок площадью 334 акра в округе Сентер. После этого он основал то, что станет Ааронсбургом. Участок земли под названием Площадь Аарона был зарезервирован основателем для общественных нужд, а одна из улиц была названа Дорога Рэйчел, в честь его жены.
16 ноября 1789 г. Леви дал попечителям Салемской евангелической церкви земельный участок, на котором они построили церковь и здание школы.

### XX век
В 1949 году был проведен конкурс, посвященный уникальной истории Ааронсбурга и его тезке. Аарон Леви, еврейский торговец из Филадельфии, подарил членам Салемской лютеранской церкви оловянный набор для причастия. Этот необычный жест вдохновил многих, и 50 000 человек отправились в Ааронсбург, чтобы отметить это. Среди участников были Ральф Банч, Корнел Уайльд и, позднее, Рональд Рейган. Об этом событии были снят короткометражный фильм и написана книга Артура Х. Льюиса «История Ааронсбурга», опубликованная в 1955 году.
Исторический район Ааронсбург был добавлен в Национальный реестр исторических мест США в 1980 году.